# Morsko (Petite-Pologne)
Pour les articles homonymes, voir Morsko.
Morsko est une localité polonaise de la gmina de Koszyce, située dans le powiat de Proszowice en voïvodie de Petite-Pologne.

## Histoire

### Origines et Fondation
Morsko est un village historique situé dans la voïvodie de Petite-Pologne. Les premières mentions de Morsko remontent au Moyen Âge, lorsque la région faisait partie de la Pologne médiévale. Le village a probablement été fondé par des colons polonais et a évolué au fil des siècles.

### Évolution au Fil du Temps
u fil des siècles, Morsko a été influencé par divers événements historiques, notamment les invasions, les guerres et les changements politiques. Le village a été intégré dans différentes entités politiques, notamment le Royaume de Pologne, la République des Deux Nations, et plus tard, l'Empire austro-hongrois.

### Événements Clés
Morsko a été témoin de plusieurs événements historiques importants, notamment les révolutions nationales, les guerres mondiales et les mouvements de libération. Ces événements ont façonné l'identité et l'histoire du village, laissant une empreinte durable sur ses habitants.

## Économie

### Agriculture
- Cultures principales : Les habitants de Morsko cultivent principalement des céréales, des légumes, et des fruits. Les terres fertiles de la région permettent une production agricole variée, incluant le blé, l'orge, et les pommes de terre.

- Élevage : L'élevage joue également un rôle important, avec des fermes locales élevant du bétail, des porcs et des volailles. Les produits laitiers et la viande issus de ces élevages sont souvent consommés localement ou vendus dans les marchés régionaux

### Exploitation Forestière
- Produits forestiers : Les forêts entourant Morsko fournissent du bois, qui est utilisé pour la construction et la fabrication de meubles. L'exploitation durable des ressources forestières est cruciale pour la communauté locale, qui veille à maintenir l'équilibre écologique.
- Économie de subsistance : De nombreux habitants s'occupent de la récolte de champignons, de baies et d'autres produits forestiers, contribuant ainsi à leur subsistance.

### Tourisme Rural
- Attractions naturelles : Morsko attire également des visiteurs grâce à ses paysages pittoresques et ses activités de plein air. La randonnée, l'observation de la faune et la découverte des coutumes locales sont parmi les activités appréciées par les touristes.

- Événements locaux : Les fêtes traditionnelles et les événements culturels organisés dans le village jouent un rôle dans l'attraction touristique et contribuent à l'économie locale.

### Petites entreprises
- Artisanat local : Les artisans de Morsko produisent divers articles, tels que des textiles, de la poterie et des objets en bois, qui sont vendus sur les marchés locaux et parfois exportés.

- Commerces et services : Le village compte également plusieurs petits commerces, tels que des épiceries, des cafés, et des ateliers de réparation, qui répondent aux besoins quotidiens des habitants et des visiteurs.